# Spyractis punctulata
Spyractis punctulata is een zeeanemonensoort. De anemoon komt uit het geslacht Spyractis. Spyractis punctulata werd in 1833 voor het eerst wetenschappelijk beschreven door Quoy & Gaimard. 